# الدوري الهولندي الدرجة الأولى 1966–67
الدوري الهولندي الدرجة الأولى 1966–1967 هو الموسم الحادي عشر من الدوري الهولندي الدرجة الأولى منذ إنشائه في عام 1956. فاز بهذا الموسم نادي فولندام.

## الفرق
يشارك 20 نادي في الدوري: النادي الذي يحتل المرتبة الأولى في هذا الدوري يتأهل مباشرةً إلى الدوري الهولندي الممتاز، تأهل في هذه الدوري نادي فولندام.